# Ibadism
Ibadismul este a treia ramură principală a islamului, după sunnism și șiism. Are o pondere cu mult mai mică decât celelalte două curente mari, fiind predominant în doar o singură țară, Oman (aproximativ 75% din populație).

## Statistici
La nivel mondial, ibadiții reprezintă 3-4% din totalul musulmanilor. Singura țară din lume în care ei sunt majoritari este Oman, unde sunt aproximativ 75% din populație.
Ibadiți mai trăiesc în câteva regiuni din:
- Algeria: orașul Gardaya, deșertul Mzab

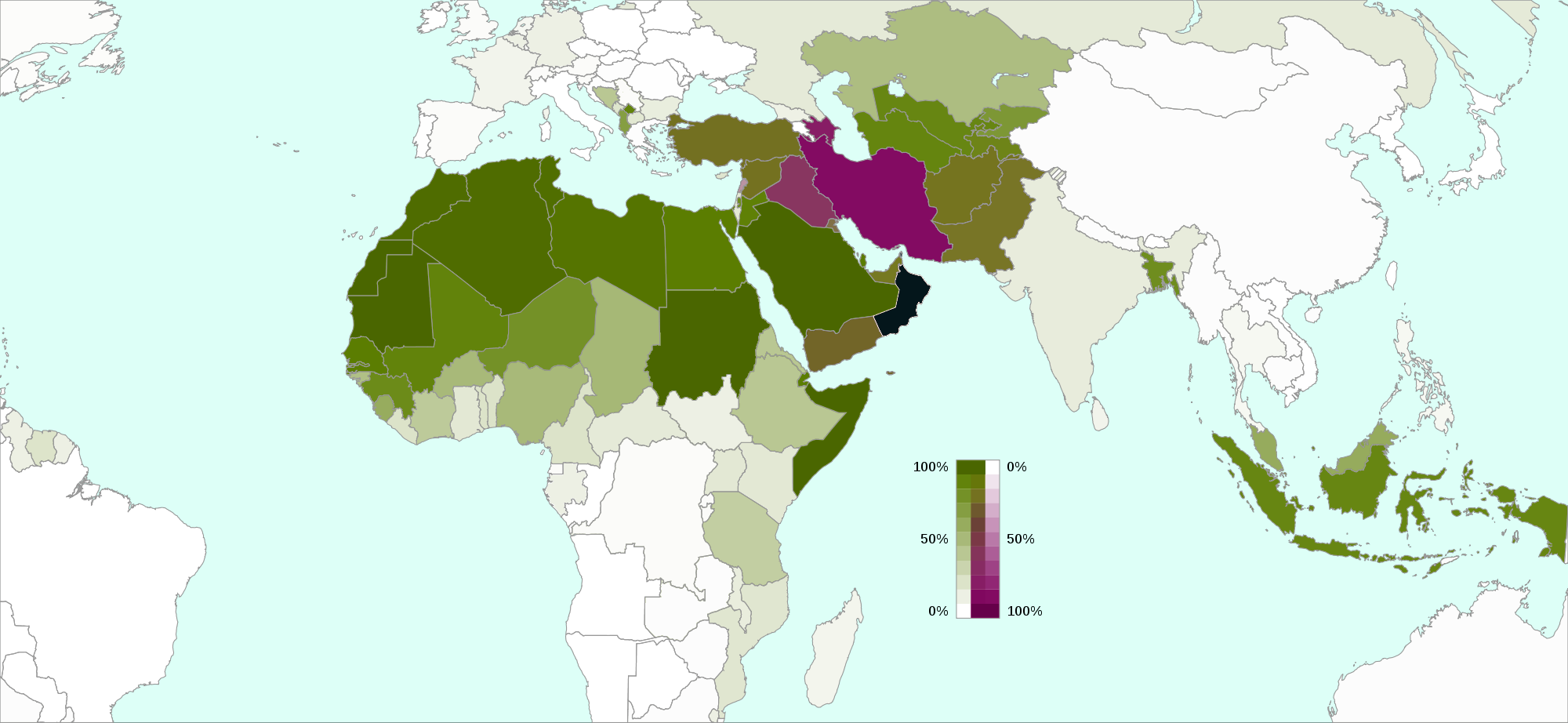
Țări în care musulmanii reprezintă mai mult de 5% din totalul populației. Cu verde sunniți, cu violet șiiți și cu negru ibadiți. Oman este singura țară colorată în negru, deoarece este singura în care ibadiții sunt majoritari.

- Libia: munții Nafusa
- Tunisia: insula Djerba
- Tanzania: insula Zanzibar

## Istoric
Curentul ibadit a apărut în orașul Basra, din actualul Irak. Numele curentului vine de la cel al lui ʿAbdu l-Lāh ibn Ibāḍ, care a creat o sciziune în rândul curentului kharigit, care era prima sectă politico-religioasă a islamului.
O altă teorie referitoare la originea ibadismului spune că mișcarea a fost creată de Jābir ibn Zayd în Oman, acolo unde este și astăzi curentul majoritar.
Anul fondării ibadismului este consemnat de unele surse ca fiind 747 d.C. Este pe deplin împărtășită ideea că ibadismul s-a desprins din kharigism, fiind în prezent singura ramură a acestuia care a supraviețuit testului timpului.
Prima structură statală înființată de ibadiți a fost un imamat în zona muntoasă a Omanului de astăzi. Conducătorul era ales, iar conducerea nu era dobândită ereditar.
Ideologia ibadită conform căreia toți oamenii sunt egali în fața lui Dumnezeu a fost îmbrățișată de berberi, cu precădere în timpul răscoalelor lor împotriva omeyazilor. Astfel se explică existența și astăzi a unor puternice centre ibadite în zone din Nordul Africii, precum Algeria.

## Caracteristici ale teologiei ibadite
Pentru aplicarea Legii șaria și pentru bunul mers al vieții comunității, sunt necesare patru reguli.

### Zuhūr (manifestarea)
Zuhūr se poate traduce prin manifestarea și reprezintă posibilitatea unei comunități ibadite de a-și declara independența și de a-și numi propriul imam. El este liderul comunității, care se asigură de aplicarea legilor, a pedepselor, a taxelor, a politicilor și de declararea războaielor, asigurându-se că toată comunitatea rămâne pe drumul stabilit prin Coran, sunna și șaria.

### Difāʿ (apărarea)
Difāʿse poate traduce prin apărarea și reprezintă situația în care comunitatea ibadită se simte atacată și necesită apărare militară. Este încă un imam cu atribuții mai mult marțiale (imam ad-difāʿ), care funcționează simultan cu imamul administrativ din timp de pace (imam az-zuhūr). Imam ad-difāʿ trebuie să un om inteligent, credincios și cu aptitudini militare. Pe durata războiului el are autoritate asupra imamului az-zuhūr. După îndepărtarea pericolului, imamatul ad-difāʿ este desființat, iar imamul az-zuhūr își reia integral prerogativele. Chiar dacă nu este vorba despre un conflict militar, ci comunitatea luptă împotriva unui despot nedrept, se poate declara ad-difā. În cazul în care situația nu se remediază și devine mai periculoasă pentru comunitate, se poate activa ascunderea credinței (starea de kitmān).

### Kitmān (ascunderea)
Kitmān se poate traduce prin ascunderea și reprezintă opțiunea pe care membrii comunității o au atunci când sunt în primejdie. Ei își pot nega apartenența la confesiune personal, sau toată comunitatea, dacă situația o cere pentru păstrarea credinței. Se numește un imam al-kitmān, care se ocupă în secret de promovarea credințelor comunității și de supraviețuirea ei. Ibadiții nu trebuie în acest timp să ajute tiranii și nici să îndeplinească funcții prin care să facă rău oamenilor asupriți. Ei pot ocupa posturi numai dacă acestea le vor permite să îi aducă pe tirani pe calea cea dreaptă sau să continue să propovăduiască învățăturile islamice. Ibadiții s-au ascuns folosind această metodă în perioada în care s-au opus Omeiazilor și și-au putut derula activitățile în secret.

### Șirāʾ (sacrificiu)
Șirāʾ se traduce prin schimb, dar în acest context se poate traduce prin sacrificiu și reprezintă opțiunea pe care membrii comunității o au atunci când își pot da viața (la schimb) pentru continuarea supraviețuirii comunității. Se formează un grup de circa 40 de bărbați care vor duce lupte de gherilă cu regimul tiranic, dar fără a ataca civili sau non-combatanți, fără a se opri până când mor sau revolta este un succes.

## Diferențe față de alte culte
Chiar dacă s-ar fi rupt din kharigiți sau ar fi apărut independent de aceștia, ibadiții încep de timpuriu să aibă puncte de vedere diferite de cele ale kharigiților; iată câteva dintre punctele de vedere ale ibadiților, prin care ei se diferențiază de altecurente islamice :
- ibadiții nu au fost de acord cu uciderea celui de-al treilea calif Uthman ibn Affan, în timp ce kharigiții – considerați o grupare mai violentă – erau de acord.
- încă de la apariția curentului lor de gândire, ibadiții s-au diferențiat din ce în ce mai mult de kharigiți, deoarece respingeau agresivitatea și excesele lor în aplicarea perceptelor coranice.[5]
- ibadiții nu consideră că adepții altor curente de gândire islamică sunt necredincioși, în timp ce kharigiții consideră că adepții oricărui alt curent teologic sunt necredincioși.
- atât în curțile civile, dar și într-un tribunal islamic care judecă după șaria, este acceptată mărturia unui nemusulman, chiar și împotriva unui ibadit.[13]
- ibadiții se revendică a fi cea mai veche școală de gândire islamică, deoarece kharigismul a apărut înainte de scindarea islamului între sunnism și șiism[14]
- Coranul este cuvântul zeului musulman, dar nu ar fi increat (așa cum spun sunniții și șiiții), ci ar fi fost creat de Dumnezeu într-un anumit moment de pe axa timpului. Motivul oferit de ibadiți este acela că dacă Coranul este creația lui Dumnezeu, atunci ar fi necesar un moment anterior în timp înaintea creării Coranului în care Dumnezeu ar fi învățat să se exprime.[15] Această idee este împărtășită și de mutaziliți.
- ibadiții pot conviețui în pace cu comunități de evrei sau de creștini, chiar în zonele în care musulmanii sunt majoritari, fără a pune o presiune pe convertire sau reguli speciale celor de altă religie.[16]
- ibadiții se mai aseamănă cu mutaziliții și în ceea ce privește respingerea oricăror interpretări ad litteram ale reprezentărilor antropomorfe ale lui Dumnezeu și prin negarea posibilității credinciosului de a-L vedea pe Dumnezeu în această viață sau după moarte.[17]
- potrivit Șeriatului din interpretarea ibadită, nu este aplicabilă pedeapsa cu lapidarea în caz de adulter.[18]

## Personalități ibadite
- Abdelaziz Ben El Hadj Ibrahim Al Thaminy (1717-1808), scriitor și teolog ibadit
- șeic Muhammad Aftyș (1825-1914), scriitor algerian
- Sulaiman al-Barouni, luptător împotriva ocupației italiene a Libiei, între 1911-1916
- Moufdi Zakaria (1908-1977), scriitor algerian; autorul versurilor imnului Algeriei ("Kassaman")
- Qaboos bin Said Al Said, sultanul Omanului (1970-2020)
- Ahmed bin Hamad al-Khalili, mare muftiu al Omanului (n. 1942)
- Nouri Abusahmain, președinte al Congresului Național General Libian (2013-2016)
- Abu 'Ammar 'Abd al-Kafi, teolog ibadit
- Abd al-Rahmân bin Rustam, fondatorul dinastiei Rustamizilor din Algeria (776-788 d.C.)